# Serongga
Serongga is een bestuurslaag in het regentschap Gianyar van de provincie Bali, Indonesië. Serongga telt 4307 inwoners (volkstelling 2010).